# Alpha Comae Berenices
Alpha Comae Berenices (α Comae Berenices, abreviat Alpha Com, α Com) este o stea binară din constelația Părul-Berenicei (constelația Coma Berenices), aflată la 17,8 parseci (58 a.l.). Este formată din două stele din secvența principală, fiecare fiind puțin mai fierbinte și mai luminoasă decât Soarele.
Se spune că Alpha Comae Berenices reprezintă coroana purtată de regina Berenice. Cele două componente sunt denumite Alpha Comae Berenices A (denumită oficial Diadem, numele tradițional al sistemului) și B.

## Nomenclatură
α Comae Berenices (în latină Alpha Comae Berenices) este denumirea Bayer a sistemului. Desemnarea celor două componente ca Alpha Comae Berenices A și B derivă din convenția utilizată de Washington Multiplicity Catalog (WMC) pentru sistemele stelare multiple și adoptată de Uniunea Astronomică Internațională (UAI).
Sistemul a purtat numele tradiționale Diadem și Al Dafirah, acesta din urmă derivat din arabul الضفيرة ađ̧-đ̧afīrah „împletitură” [?] În 2016, Uniunea Astronomică Internațională a organizat un Grup de lucru pentru nume de stele (WGSN) pentru a cataloga și standardiza numele proprii ale stelelor. WGSN a decis să atribuie nume proprii stelelor individuale, mai degrabă decât unor sisteme multiple întregi. Acesta a aprobat numele Diadem pentru componenta Alpha Comae Berenices A, la 1 februarie 2017 și este acum inclus astfel în Lista de nume de stele aprobată de UAI.
În chineză, 太微左垣 (Tài Wēi Zuǒ Yuán), care înseamnă „Zidul stâng al incintei Palatului Suprem”, se referă la un asterism format din Alpha Comae Berenices, Eta Virginis, Gamma Virginis, Delta Virginis și Epsilon Virginis. În consecință, numele chinezesc al lui Alpha Comae Berenices este 太微左垣五 (Tài Wēi Zuǒ Yuán wǔ, în engleză: „The Fifth Star of Left Wall of Supreme Palace Enclosure”, iar în română: „Cea de-a cincea stea a peretelui stâng al incintei Palatului Suprem”), reprezentând 東上將 (Dōngshǎngjiāng), adică „Primul general de est”. 東上將 (Dōngshǎngjiāng) a fost occidentalizat în Shang Tseang, dar acest nume fusese desemnat pentru v Comae Berenices de către R.H. Allen, iar semnificația este „un general superior”.

## Proprietăți
Deși Alpha Comae Berenices poartă titlul de alpha, la magnitudinea 4,32 este de fapt mai slabă decât Beta Comae Berenices, care are magnitudinea aparentă de 4,26.
Este o stea binară, cu componente aproape egale de magnitudini 5,05 m și 5,08 m care orbitează una în jurul celeilalte cu o perioadă de 25,87 ani. Sistemul, care se estimează că se află la o distanță de 58 de ani-lumină, apare atât de aproape de Pământ, încât cele două stele par să se deplaseze înainte și înapoi în linie dreaptă, cu o separare maximă de numai 0,7 arcsec. Se preconizează că vor avea loc eclipse între cele două componente, însă acestea nu au fost observate cu succes din cauza unor calcule greșite ale momentului eclipsei.
Distanța medie dintre ele este de aproximativ 10 ua, aproximativ cât distanța dintre Soare și Saturn.
Steaua binară are un companion vizual, CCDM J13100+1732C, cu magnitudinea aparentă de 10,2, situat la 89 de secunde de arc distanță și un unghi de poziție de 345°.
Alpha Comae Berenicis formează un triunghi isoscel cu roiurile de stele globulare Messier 53 și NGC 5053. Diametrul aparent al acestui triunghi este puțin mai mare de un grad. Localizarea lui Alpha Comae Berenicis se află la vest (înainte) de ambele roiuri globulare de stele.